# Friedrich Richter (Admiral)
Friedrich Richter (* 17. Februar 1873; † 6. Januar 1922) war ein deutscher Vizeadmiral der Reichsmarine.

## Leben
Friedrich Richter trat am 12. April 1890 in die Kaiserliche Marine ein. Am 1. Oktober 1913 wurde er Kommandant der Stuttgart und gab das Kommando am 3. August 1915 ab. Anschließend übernahm er als Kapitän zur See (Beförderung am 27. Januar 1915) kurz die neu in Dienst gestellte Elbing, bevor er von Oktober 1915 bis September 1917 Chef des Stabes des Sonderkommandos der Kaiserlichen Marine in der Türkei war. Bis Kriegsende war er dann Chef des Stabes der Mittelmeerdivision.
Bis 1918 war er u. a. mit dem Roten Adlerorden 4. Klasse, dem Königlichen Kronen-Orden 2. Klasse mit Schwertern, dem Eisernen Kreuz I. Klasse, dem Ritterkreuz I. Klasse des Ordens Heinrichs des Löwen, dem Ehrenritterkreuz 2. Klasse des Oldenburgischen Haus- und Verdienstordens des Herzogs Peter Friedrich Ludwigs und dem Komturkreuz 2. Klasse mit Schwertern des Albrechts-Ordens ausgezeichnet worden.
Nach dem Krieg wurde er in die Reichsmarine übernommen und war von November 1918 bis Februar 1919 mit der Abwicklung der Mittelmeerdivision beauftragt. Anschließend war er bis November 1919 bei der Inspektion des Bildungswesens der Marine und wechselte dann bis März 1921 zum BSN. Hier wurde er am 8. März 1920 zum Konteradmiral befördert. Von Mai 1921 bis November 1921 war er bei der Inspektion der Marineartillerie. Am 30. November 1921 wurde er mit dem Charakter als Vizeadmirals aus der Marine verabschiedet.